# L'Étrange Noël de monsieur Jack : Le Roi des citrouilles
L'Étrange Noël de monsieur Jack : Le Roi des citrouilles (The Nightmare Before Christmas: The Pumpkin King) est un jeu vidéo d'action-aventure sorti sur Game Boy Advance en 2005. Le jeu a été développé par Capcom et édité par Buena Vista Games. Comme L'Étrange Noël de monsieur Jack : La Revanche d'Oogie, le jeu est basé sur le film d'animation L'Étrange Noël de monsieur Jack.

## Synopsis
Oogie Boogie veut prouver qu'il est plus effrayant que Jack...